# Giovanni Rossi (cyclisme)
Pour les articles homonymes, voir Rossi et Giovanni Rossi.
Giovanni Rossi, né le 7 mai 1926 à Bidart (France) et mort le 17 septembre 1983 à Ponte Tresa (Suisse), est un coureur cycliste suisse.
Professionnel de 1949 à 1954, il obtient 2 victoires. 

## Palmarès
Il doit abandonner lors de son unique participation du Tour de France en 1951 mais remporte la 1re étape (Metz-Reims), ce qui lui permet de porter le maillot jaune durant la 2e étape.
- 1948
  -  Champion de Suisse sur route amateurs
  - 1re étape du Tour des Pouilles et Lucanie
- 1951
  - 5e étape du Tour de Suisse
  - 1re étape du Tour de France
  - 2e du championnat de Suisse sur route
  - 2e de Neuchâtel-Genève
- 1954
  - 3e du Grand Prix du Locle

## Résultats sur le Tour de France
1 participation
- 1951 : hors délais (6e étape), vainqueur de la 1re étape,  maillot jaune pendant un jour